# Velika nagrada Avstrije 1963
Velika nagrada Avstrije 1963 je bila štirinajsta neprvenstvena dirka Formule 1 v sezoni 1963. Odvijala se je 1. septembra 1963 na dirkališču Zeltweg Airfield pri Zeltwegu in je bila prva dirka za Veliko nagrado Avstrije.

## Rezultati

### Štartna vrsta
|  | _______1_______ Jim Clark 1:10.2      |                                      | _______2_______ Jack Brabham 1:11.4      |                                     | _______3_______ Jim Hall 1:12.1                 |                                          | _______4_______ Innes Ireland 1:12.7    |
|  |                                       | _______5_______ Jo Bonnier 1:13.1    |                                          | _______6_______ Chris Amon 1:13.1   |                                                 | _______7_______ Jo Siffert 1:13.2        |                                         |
|  | _______8_______ Tony Settember 1:16.1 |                                      | _______9_______ Ernesto Prinoth 1:16.3   |                                     | _______10_______ Carel Godin de Beaufort 1:16.4 |                                          | _______11_______ Bernard Collomb 1:17.0 |
|  |                                       | _______12_______ Jochen Rindt 1:17.7 |                                          | _______13_______ Ian Burgess 1:18.3 |                                                 | _______14_______ Gunther Seiffert 1:18.4 |                                         |
|  | _______15_______ Andre Pilette 1:18.5 |                                      | _______16_______ Kurt Bardi-Barry 1:19.1 |                                     | _______17_______ Tim Parnell 1:27.5             |                                          |                                         |

### Dirka
| Poz | Dirkač                  | Dirkalnik          | Krogi | Čas/Odstop        |
| --- | ----------------------- | ------------------ | ----- | ----------------- |
| 1   | Jack Brabham            | Brabham BT3 Climax | 80    | 1:09'06.3"        |
| 2   | Tony Settember          | Scirocco BRM       | 75    | +5 krogov         |
| 3   | Carel Godin de Beaufort | Porsche 718/2      | 75    | +5 krogov         |
| 4   | Chris Amon              | Lola T4 Climax     | 71    | +9 krogov         |
| 5   | Bernard Collomb         | Lotus 24 Climax    | 71    | +9 krogov         |
| 6   | Tim Parnell             | Lotus 24 BRM       | 70    | +10 krogov        |
| 7   | Günther Seiffert        | Lotus 24 BRM       | 68    | +12 krogov        |
| 8   | Innes Ireland           | Lotus 24 BRM       | 64    | +16 krogov        |
| 9   | André Pilette           | Lotus 18/21 Climax | 64    | +16 krogov        |
| Ods | Jo Siffert              | Lotus 24 BRM       | 33    | Črpalka za gorivo |
| Ods | Jo Bonnier              | Cooper T60 Climax  | 25    |                   |
| Ods | Jochen Rindt            | Cooper T67 Ford    | 21    | Motor             |
| Ods | Ernesto Prinoth         | Lotus 18 Climax    | 13    | Vzmetenje         |
| Ods | Jim Clark               | Lotus 25 Climax    | 3     | Motor             |
| Ods | Kurt Bardi-Barry        | Porsche 718        | 3     |                   |
| Ods | Jim Hall                | Lotus 24 BRM       | 2     | Motor             |
| Ods | Ian Burgess             | Scirocco BRM       | 1     | Olje              |
| DNS | Peter Arundell          | Lotus 25 Climax    |       |                   |
| DNS | John Cambell Jones      | Lola T4 Climax     |       |                   |